# Vidoll
 (novembre 2012).
Si vous disposez d'ouvrages ou d'articles de référence ou si vous connaissez des sites web de qualité traitant du thème abordé ici, merci de compléter l'article en donnant les références utiles à sa vérifiabilité et en les liant à la section « Notes et références ».
Vidoll est un groupe de rock japonais de style visual kei actif de 2002 à 2011.

## Histoire
Vidoll a été créé à l'origine par Rame (ex. Radifia et ex. Eze : qu'l) en mai 2002. Il est tout de suite rejoint par le chanteur de Luinspear, Jui. Puis viennent dans le même temps Yukine, Ayano et Tero. 
Un grand évènement pour la formation s'ensuit : elle entre dans le label très convoité Matina grâce à Rame. Vidoll montera sur scène pour leur 1er live au Yokohama Arena Soundhall lors d'un évent.
Le 21 juillet sortent deux mini albums : Face Mayura et Face Pisaroto, qui rencontrent un très grand succès. Vidoll participera à beaucoup d'omnibus[Quoi ?] tels que celui de « Cross Gate », « Yougenkyō » ou encore les Matina Prelude. Le 25 décembre de cette même année est mis en vente le single Occult Proposal.
En mars 2003, le groupe rejoint Undercode Production et travaille en parallèle avec Kisaki, leader de Phantasmagoria à cette époque, et Jui devient également chanteur dans le groupe Kisaki Project. La même année, Ayano quitte le groupe. Les raisons de ce départ ne sont pas divulguées.
En juillet 2005 Giru et Shun intègrent le groupe à la suite du départ de Yukine et Hide qui quittent le groupe l'un pour des motifs personnels, l'autre pour soucis de santé.
Depuis ce temps, Vidoll a sorti leur dernier single nommé Focus.
En 2008, Vidoll quitte le Undercode Production pour entrer chez le label "major" Nippon Crown Music. En 2010, le chanteur Jui révèle souffrir d'une thrombose à la gorge nécessitant une opération, ce qui entraine la mise en pause du groupe ; sa séparation définitive est annoncée peu après, en janvier 2011.

## Formation
- Rame - bassiste et leader du groupe
- Jui - chanteur
- Shun - guitariste
- Tero - batteur
- Giru - guitariste

## Discographie

### Albums
- Face Pisaroto (2002/07/21)
- Face Mayura (2002/07/21)
- If... Yakubutsu Ranyou Bokumetsu Campaign (2003/04/29)
- Bijinkei (2004/05/28)
- Romanesque Gothic (2004/09/29)
- Mukashi Natsukashi Ningyoushu Sono Ichi (2004/12/15)
- Mukashi Natsukashi Ningyoushu Sono Ni (2004/12/15)
- Mukashi Natsukashi Soushuuhen Omake Tsuki (2005/06/08)
- Deathmate (2006/01/01)
- V.I.D (2006/11/22)
- Proposal -Sotsugyou Kokuhaku-(2007/02/28)
- Bastard (2007/11/21)
- Esoteric Romance (2009/03/25)
- Monad (2010/01/20)
- Best (2010/01/19)

### Singles
- occult proposal (25.12.2002)
- If… Lévotomin (Y LV 25 25) 475 mg (26.03.2003)
- If… Tori kabuto (shikibetsu code nashi) 120 mg (26.03.2003)
- Kana na no chikai mimi (26.04.2003)
- genjouteki ni kiken na title no tame kouhyou dekimasen… (21.07.2003)
- Boku, shimobe. (19.12.2003)
- hitori kiri no chriXXsu (25.12.2003)
- Wagahai wa, korosuke nari... (10.03.2004)
- Gizagiza Heart no Komoriuta (19.03.2004)
- Kichigai TV (19.03.2004)
- Boku, white day mo hitorikiri (29.03.2004)
- Ningyo (30.06.2004)
- Hiiragi no Sou (25.12.2004)
- H×M×CRASHTRAP@ (29.12.2004)
- Remind Story (26.04.2005)
- Chocoripeyes (26.10.2005)
- SinAi ~migi te no kattaa to hidari te no doraggu to kusuri yubi no fukai ai to~

(24.05.2006)
- Nectar (02.08.2006)
- Message Card (28.03.2007)
- juunen go no kyou koko de… (28.03.2007)
- INNOCENT TEENS (13.06.2007)
- CLOUD (18.07.2007)
- Blue Star (02.07.2008)
- Maimu [Christmas Version] (10.12.2008)
- Maimu [Maid Version] (10.12.2008)
- Puzzle Ring (18.02.2009)
- Focus (08.07.2009)
- EVE (02.12.2009)
- Crescent gazer (15.09.2010)